# Amasya (Provinz)
Amasya ist eine Provinz in der nördlich gelegenen Schwarzmeerregion der Türkei. Die Hauptstadt heißt ebenfalls Amasya.
Die Provinz zählt auf einer Fläche von 5.628 km² insgesamt 335.331 Einwohner (Stand: Ende 2021). Die Einwohnerdichte beträgt 60 Einwohner/km². Nach Bevölkerungsrückgang bis Anfang der 2010er Jahre steigt die Bevölkerung seitdem wieder stetig an (→ Tabelle).

Amasya grenzt im Norden an die Provinz Samsun, im Westen an Çorum, im Südosten an Tokat und im Süden an Yozgat.

## Verwaltungsgliederung
Die Provinz Amasya ist in sieben Landkreise (İlçe) untergliedert. Jeder Landkreis wird weiterhin in Belde/Belediye (Gemeinden/Kleinstädte) und in Köy (Dörfer, Ortschaften) unterteilt. Lediglich der zentrale Landkreis (Merkez) weist neben der Provinz- und Kreishauptstadt Amasya noch eine weitere Belde/Belediye auf. Die Zahl der Dörfer stieg zwischen 2000 und 2020 um 24 auf 372. 
Die sieben Landkreise sind:
| Kreis- code 1     | Landkreis (İlçe)  | Fläche 2 (km²) | Bevölkerung (2021) 3 | Bevölkerung (2021) 3       | Anzahl der Einheiten   | Anzahl der Einheiten  | Anzahl der Einheiten | Bevölke- rungs- dichte (Ew./km²) | städt. Anteil (in %) | Sex Ratio 4 | Grün- dungs- datum 5, 6 | Quelle |
| Kreis- code 1     | Landkreis (İlçe)  | Fläche 2 (km²) | Landkreis (İlçe)     | Verwal- tungssitz (Merkez) | Gemein- den (Belediye) | Stadt- viertel (Mah.) | Dörfer (Köy)         | Bevölke- rungs- dichte (Ew./km²) | städt. Anteil (in %) | Sex Ratio 4 | Grün- dungs- datum 5, 6 | Quelle |
| ----------------- | ----------------- | -------------- | -------------------- | -------------------------- | ---------------------- | --------------------- | -------------------- | -------------------------------- | -------------------- | ----------- | ----------------------- | ------ |
| 1363              | Göynücek          | 591            | 10.291               | 4.938                      | 1                      | 3                     | 38                   | 17,4                             | 47,98                | 989         | 1954                    | [ 3 ]  |
| 1368              | Gümüşhacıköy      | 629            | 22.179               | 14.582                     | 1                      | 12                    | 44                   | 35,3                             | 65,75                | 1012        |                         | [ 4 ]  |
| 1938              | Hamamözü          | 204            | 3.565                | 1.629                      | 1                      | 4                     | 17                   | 17,5                             | 45,69                | 1041        | 1990                    | [ 5 ]  |
| 1134              | Merkez Amasya     | 1.889          | 147.380              | 114.921                    | 2                      | 40                    | 100                  | 78,0                             | 80,75                | 999         |                         | [ 6 ]  |
| 1524              | Merzifon          | 888            | 74.727               | 61.376                     | 1                      | 20                    | 70                   | 84,2                             | 82,13                | 1009        |                         | [ 7 ]  |
| 1641              | Suluova           | 456            | 47.066               | 39.286                     | 1                      | 21                    | 40                   | 103,2                            | 83,47                | 1011        | 1957                    | [ 8 ]  |
| 1668              | Taşova            | 971            | 30.123               | 11.248                     | 1                      | 7                     | 63                   | 31,0                             | 37,34                | 1043        | 1944                    | [ 9 ]  |
| PROVINZ 05 Amasya | PROVINZ 05 Amasya | 5.628          | 335.331              |                            | 8                      | 106                   | 372                  | 59,6                             | 75,17                | 1008        |                         |        |

## Bevölkerung
Nachfolgende Tabelle zeigt die jährliche Bevölkerungsentwicklung am Jahresende nach der Fortschreibung durch das 2007 eingeführte adressierbare Einwohnerregister (ADNKS). Außerdem sind die Bevölkerungswachstumsrate und das Geschlechterverhältnis (Sex Ratio d. h. Anzahl der Frauen pro 1000 Männer) aufgeführt.

Der Zensus von 2011 ermittelte 323.331 Einwohner, das sind fast 42.000 Einwohner weniger als zum Zensus 2000.

| Jahr  | Bevölkerung am Jahresende | Bevölkerung am Jahresende | Bevölkerung am Jahresende | Wachstums- rate der Be- völkerung (in %) | Geschlechter verhältnis (Frauen auf 1000 Männer) | Rang (unter den 81 Provinzen) |
| Jahr  | gesamt                    | männlich                  | weiblich                  | Wachstums- rate der Be- völkerung (in %) | Geschlechter verhältnis (Frauen auf 1000 Männer) | Rang (unter den 81 Provinzen) |
| ----- | ------------------------- | ------------------------- | ------------------------- | ---------------------------------------- | ------------------------------------------------ | ----------------------------- |
| 2021  | 335.331                   | 167.033                   | 168.298                   | −0,05                                    | 1008                                             | 57                            |
| 2020  | 335.494                   | 167.264                   | 167.870                   | −0,68                                    | 1001                                             | 57                            |
| 2019  | 337.800                   | 170.407                   | 167.393                   | 0,09                                     | 982                                              | 57                            |
| 2018  | 337.508                   | 169.920                   | 167.588                   | 2,31                                     | 986                                              | 57                            |
| 2017  | 329.888                   | 164.394                   | 165.494                   | 1,08                                     | 1007                                             | 57                            |
| 2016  | 326.351                   | 161.555                   | 164.796                   | 1,30                                     | 1020                                             | 57                            |
| 2015  | 322.167                   | 159.325                   | 162.842                   | 0,08                                     | 1022                                             | 57                            |
| 2014  | 321.913                   | 159.591                   | 162.322                   | −0,02                                    | 1017                                             | 57                            |
| 2013  | 321.977                   | 159.596                   | 162.381                   | −0,09                                    | 1017                                             | 57                            |
| 2012  | 322.283                   | 159.386                   | 162.897                   | −0,25                                    | 1022                                             | 57                            |
| 2011  | 323.079                   | 160.112                   | 162.967                   | −3,50                                    | 1018                                             | 56                            |
| 2010  | 334.786                   | 171.382                   | 163.404                   | 3,24                                     | 953                                              | 54                            |
| 2009  | 324.268                   | 161.646                   | 162.622                   | 0,18                                     | 1006                                             | 56                            |
| 2008  | 323.675                   | 161.380                   | 162.295                   | −1,52                                    | 1006                                             | 56                            |
| 2007  | 328.674                   | 165.957                   | 162.717                   | −                                        | 980                                              | 54                            |
| 20001 | 365.231                   | 185.594                   | 179.637                   |                                          | 968                                              | 53                            |

1 Zensus 2000

### Volkszählungsergebnisse
Nachfolgende Tabellen geben die bei den 14 Volkszählungen dokumentierten Einwohnerstand der Provinz Amasya wieder.
Die Werte der linken Tabelle sind E-Books (der Originaldokumente) entnommen, die Werte der rechten Tabelle entstammen der Datenabfrage des Türkischen Statistikinstituts TÜIK – abrufbar über diese Webseite:
| Jahr | Bevölkerung | Bevölkerung | Rang |
| Jahr | Provinz     | Türkei      | Rang |
| ---- | ----------- | ----------- | ---- |
| 1927 | 114.884     | 13.648.270  | 51   |
| 1935 | 128.113     | 16.158.018  | 53   |
| 1940 | 136.029     | 17.820.950  | 53   |
| 1945 | 147.870     | 18.790.174  | 53   |
| 1950 | 163.669     | 20.947.188  | 53   |
| 1955 | 227.044     | 24.064.763  | 46   |
| 1960 | 257.281     | 27.754.820  | 45   |

| Jahr | Bevölkerung | Bevölkerung | Rang |
| Jahr | Provinz     | Türkei      | Rang |
| ---- | ----------- | ----------- | ---- |
| 1965 | 285.729     | 31.391.421  | 67   |
| 1970 | 307.025     | 35.605.176  | 67   |
| 1975 | 322.806     | 40.347.719  | 67   |
| 1980 | 341.287     | 44.736.957  | 67   |
| 1985 | 358.289     | 50.664.458  | 67   |
| 1990 | 357.191     | 56.473.035  | 73   |
| 2000 | 365.231     | 67.803.927  | 81   |

Anzahl der Provinzen bezogen auf die Censusjahre:
- 1927, 1940 bis 1950: 63 Provinzen
- 1935: 57 Provinzen
- 1955: 67 Provinzen
- 1960 bis 1985: 73 Provinzen
- 1990: 73 Provinzen
- 2000: 81 Provinzen

## Persönlichkeiten
Im Dorfe Marinça bei Merzifon wurde 1634 der spätere osmanische Großwesir Kara Mustafa Pascha, der Ser'asker (Oberbefehlshaber des Feldheeres) des Belagerungsheeres bei der Zweiten Wiener Türkenbelagerung, geboren.